# Alice in Hell
| Críticas profissionais | Críticas profissionais |
| Avaliações da crítica  | Avaliações da crítica  |
| Fonte                  | Avaliação              |
| ---------------------- | ---------------------- |
| The Metal Crypt        | 4.5 de 5 estrelas.     |
| sputnik                | 4.5 de 5 estrelas.     |
| The Metal Observer     | 4.5 de 5 estrelas.     |

Alice In Hell é o primeiro álbum da banda de thrash metal Annihilator, lançado em 1989.
O álbum é considerado um clássico do gênero, e é tido por muitos como o melhor disco da banda.

## Faixas
Todas as músicas escritas por Jeff Waters.
| N.º | Título                                   | Letras              | Duração |  |
| 1.  | "Crystal Ann"                            | instrumental        | 1:40    |  |
| 2.  | "Alison Hell"                            | John Bates, Waters  | 5:00    |  |
| 3.  | "W.T.Y.D." (Welcome to Your Death)       | Bates, Waters       | 3:56    |  |
| 4.  | "Wicked Mystic"                          | Waters, Jody Weil   | 3:38    |  |
| 5.  | "Burns Like a Buzzsaw Blade"             | Waters, Bates, Weil | 3:33    |  |
| 6.  | "Word Salad"                             | Waters              | 5:49    |  |
| 7.  | "Schizos (Are Never Alone) Parts I & II" | Waters              | 4:32    |  |
| 8.  | "Ligeia"                                 | Waters              | 4:47    |  |
| 9.  | "Human Insecticide"                      | Bates, Waters       | 4:50    |  |

| Faixa bônus, reedição de 1998 |                                                  |        |         |  |
| N.º                           | Título                                           | Letras | Duração |  |
| 10.                           | "Powerdrain" (Demo)                              | Waters | 2:49    |  |
| 11.                           | "Schizos (Are Never Alone), Parts I & II" (Demo) | Waters | 4:18    |  |
| 12.                           | "Ligeia" (Demo)                                  | Waters | 4:56    |  |

## Créditos
- Jeff Waters - Guitarras, baixo e vocal de apoio
- Ray Hartmann - Bateria
- Randy Rampage - Vocal principal
- Wayne Darley - Baixo

Participações
- Anthony Brian Greenham  -  Guitarra
- Dennis Dubeau  - Vocal de apoio

Produção
- Chris Gehringer  - Masterização
- Paul Blake  -  Engenheiro
- Frank D'Onofrio  -  Engenheiro
- Monte Conner -  Produtor executivo
- Jeff Waters  -  Produção, Mixagem, Conceito da capa

## Extras
- Um videoclipe foi feito para a música "Alison Hell".
- John Bates (membro original do grupo) co-escreveu as letras de algumas músicas deste álbum.